# 葡萄牙對東岸的佔領

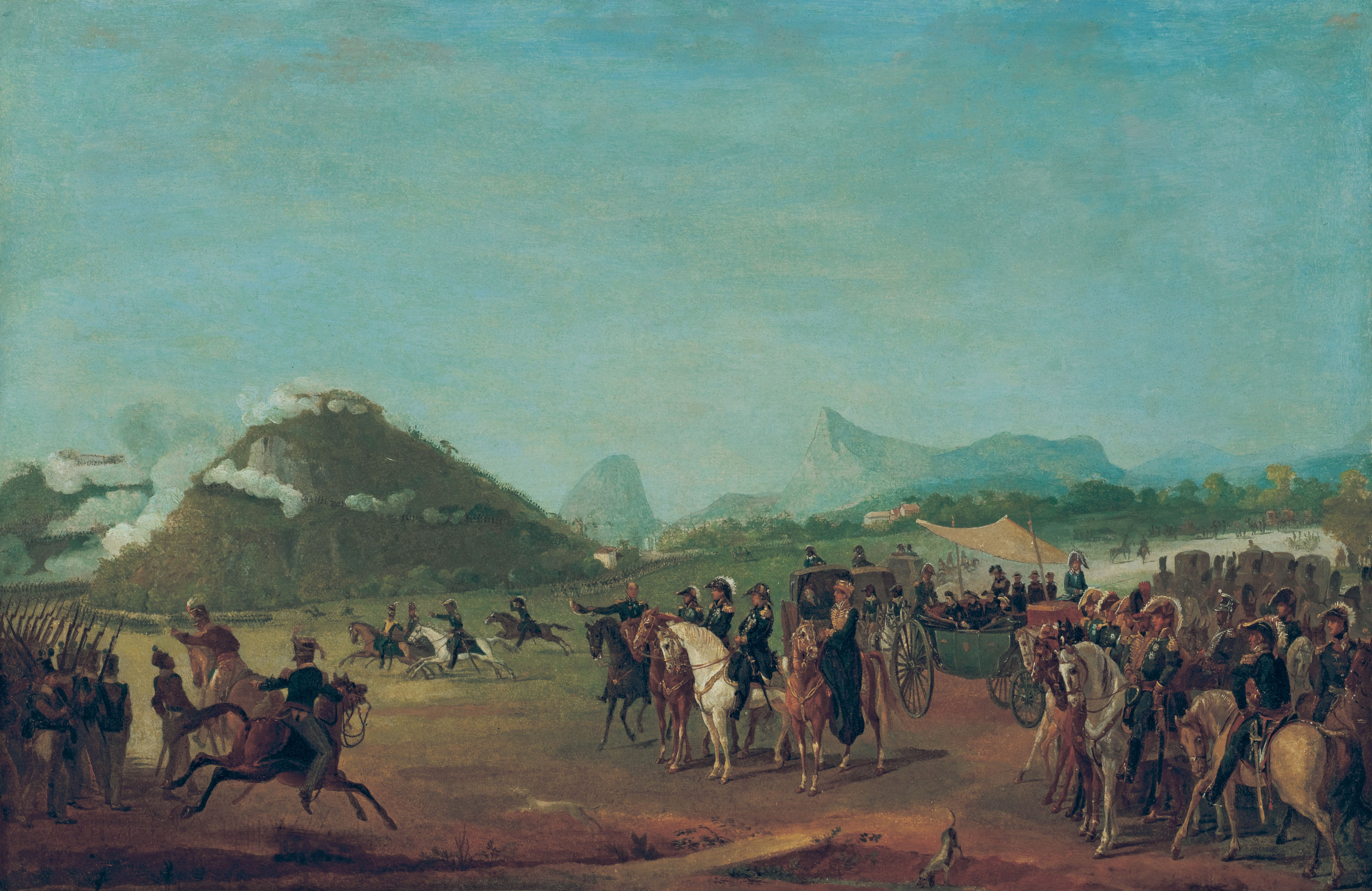
讓-巴蒂斯特·德布雷畫作，描繪若昂六世率軍前往蒙得维的亚

葡萄牙對東岸的佔領是1816年至1820年间葡萄牙帝國為奪取整個东岸而對聯邦聯盟發起的戰役，最終整個东岸都被葡萄牙-巴西-阿尔加维联合王国吞併。在此期間，聯邦聯盟在欧洲、非洲和加勒比海域攻擊葡萄牙的船只。